# 斯坦普托 (阿肯色州)
斯坦普托（英語：Stumptoe）是位於美國阿肯色州范布倫縣的一個非建制地區。該地的面積和人口皆未知。

## 地理
斯坦普托的座標為35°27′57″N 92°49′48″W / 35.46583°N 92.83000°W，而該地的平均海拔高度為325米（即1066英尺）。